# GPT 스토어
GPT 스토어(GPT Store)는 오픈AI가 개발한 플랫폼으로, 사용자와 개발자가 고급 프로그래밍 기술 없이도 GPT를 만들고 게시하며 수익을 창출할 수 있게 한다. GPT는 챗봇인 챗GPT를 사용하여 구축된 맞춤형 애플리케이션이다.

## 역사
GPT 스토어는 2023년 10월에 발표되어 2024년 1월에 출시되었다. 오픈AI에 따르면, 이 플랫폼은 고급 인공지능에 대한 접근을 민주화하고 고급 프로그래밍 기술 없이도 맞춤형 챗봇 애플리케이션 생성을 용이하게 하는 것을 목표로 한다. 이 플랫폼은 혁신적인 잠재력과 수익 창출 기회로 인해 개발자와 기업의 주목을 받았다. 처음에는 유료 고객에게만 제공되었지만, 2024년 5월부터 GPT 스토어는 무료로 접근 가능해졌다.

## 기능
GPT 스토어를 통해 사용자는 고객 서비스, 개인 비서, 비디오 및 이미지 생성 등 다양한 요구에 맞게 GPT라고 알려진 챗봇을 만들고 사용자 지정할 수 있다. GPT는 프로그래밍, 교육, 연구 등 다양한 섹션으로 분류된다. 이 플랫폼은 고급 기술 지식이 필요 없는 직관적인 도구로 사용자 친화적으로 설계되었다.
GPT 제작자는 구독 및 사용량 기반 요금제를 포함한 다양한 비즈니스 모델을 통해 애플리케이션으로 수익을 창출할 기회를 갖게 된다. GPT 스토어는 또한 애플 앱 스토어 및 구글 플레이와 같은 다른 앱 스토어와 유사하게 사용자가 GPT를 평가할 수 있는 별점 기반 평점 시스템을 제공한다.

## 논란
초기 성공에도 불구하고 GPT 스토어는 잠재적인 저작권 침해에 대한 비판에 직면했다. 일부 사용자와 기업은 지적 재산권을 침해할 수 있는 AI 생성 콘텐츠 사용에 대해 우려를 표명했다. 예를 들어, 한 교사는 일부 학생들이 저작권이 있는 도서의 콘텐츠에 접근할 수 있는 GPT를 만들었다고 주장했다.